# 江南区 (南宁市)
南宁市江南区是广西壮族自治区南宁市所辖的一个市辖区，位于南宁市区西南部，邕江南岸，东邻良庆区，南连防城港市上思县，西接崇左市扶绥县，北与兴宁区、青秀区、西乡塘区隔邕江相望。江南区人民政府驻江南街道壮锦大道19号。

## 行政区划
江南区下辖5个街道办事处、4个镇：
福建园街道、江南街道、沙井街道、那洪街道、金凯街道、吴圩镇、苏圩镇、延安镇、江西镇、经济技术开发区和明阳工业园区管委会。

## 人口
根據第七次人口普查數據，截至2020年11月1日零時，江南區常住人口為989823人。

## 交通

### 公路
- 南宁绕城高速、 南友高速、 沙吴高速、北南高速公路、南寧吳圩機場第二高速公路、 210国道、 322国道、 359国道

### 地鐵
- █ 2号线的车站有江南客運站、石柱嶺站、亭洪路站、福建園站、南寧劇場站。
- █ 4号线的车站有洪運路站、那歷村站、那洪立交站、金陽路站、通源路站。
- █ 5号线的车站有國凱大道站、那洪立交站、金凱路站、江南公園站、周家坡站、五一立交站、

### 航空
- 南宁吴圩国际机场